# هایدی واتر
هایدی واتر (انگلیسی: Heidi Vater؛ زادهٔ ۷ ژوئیهٔ ۱۹۶۶) بازیکن فوتبال اهل آلمان شرقی است.
وی همچنین در تیم ملی فوتبال East Germany بازی کرده‌است.